# Mapleton (Illinois)
Pour les articles homonymes, voir Mapleton.
Mapleton est un village situé au sud-est du comté de Peoria dans l'Illinois, aux États-Unis,. Il est incorporé le 1er juillet 1859.

## Démographie
Lors du recensement de 2010, le village comptait une population de 270 habitants. Elle est estimée, en 2016, à 279 habitants.

### Source de la traduction
- (en) Cet article est partiellement ou en totalité issu de l’article de Wikipédia en anglais intitulé « Mapleton, Illinois » (voir la liste des auteurs).